# Al-Urajma
Al-Urajma (arab. العريمة) – wieś w Syrii, w muhafazie Tartus. W 2004 roku liczyła 507 mieszkańców.